# Psi1 Cancri
Psi1 Cancri (14 Cancri) é uma estrela na direção da constelação de Câncer. Possui uma ascensão reta de 08h 10m 27.23s e uma declinação de +25° 30′ 29.4″. Sua magnitude aparente é igual a 5.73. Considerando sua distância de 137 anos-luz em relação à Terra, sua magnitude absoluta é igual a 2.61. Pertence à classe espectral G8IV.